# 舞鶴地方隊
舞鶴地方隊（まいづるちほうたい、英称：Maizuru District）は、海上自衛隊の地方隊の一つ。主要部隊は京都府舞鶴市にある舞鶴基地に配備されている。日本海の中部域の防衛警備を担当する。

## 概要

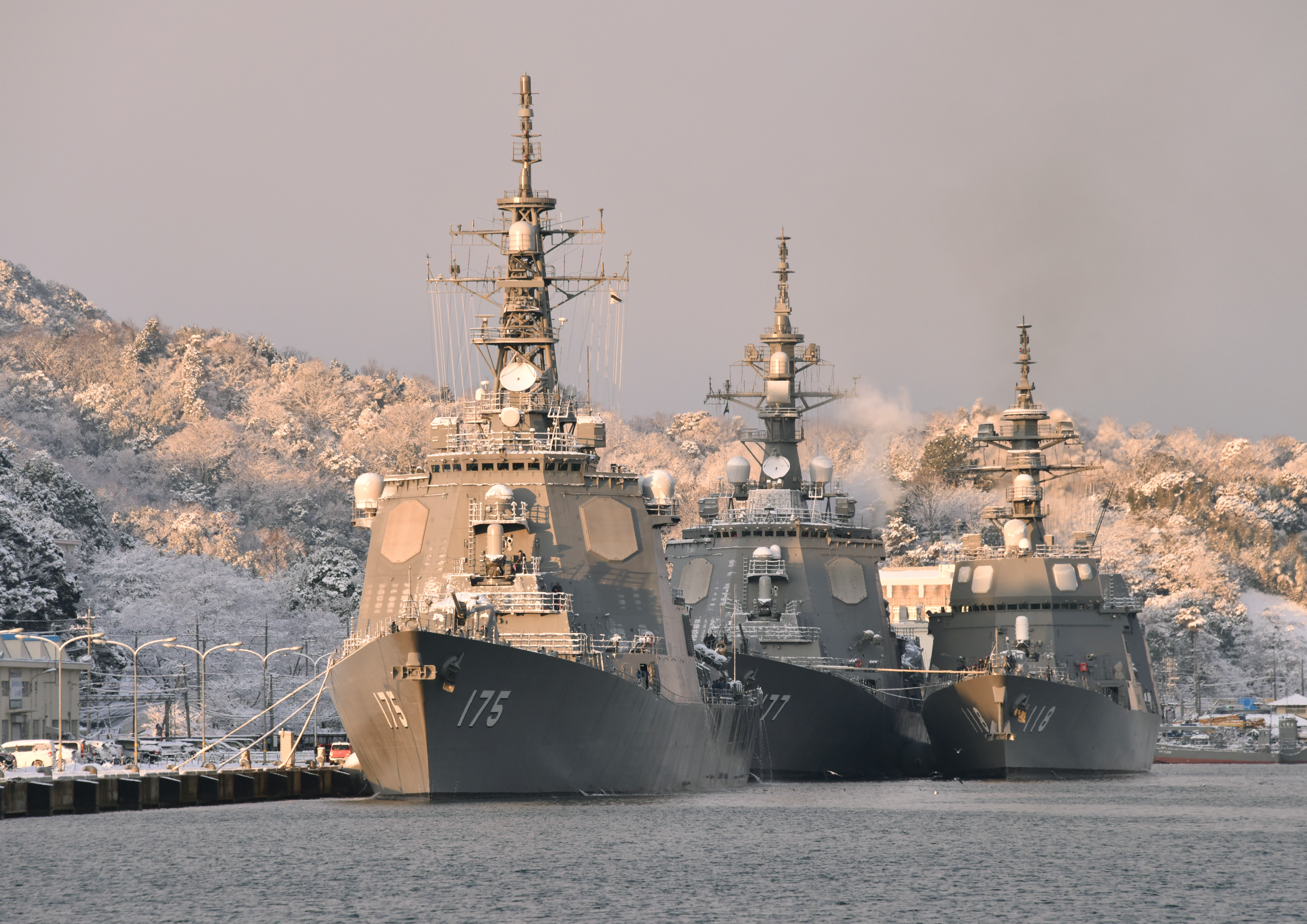
雪の舞鶴基地北吸岸壁

1952年（昭和27年）8月1日、保安庁警備隊発足と同時に横須賀地方隊とともに新編された。
警備区域は、北側が青森県と秋田県の境界線から西方270度方向に引いた線と南側が島根県と山口県境から北北西315度方向に引いた線に達する間の日本海沿岸海域と内陸部に及んでいる（秋田県、山形県、新潟県、富山県、石川県、福井県、滋賀県、京都府、兵庫県（豊岡市及び美方郡に限る。）、鳥取県及び島根県の区域並びに青森県と秋田県の境界線が海岸線と交わる点から270度に引いた線と島根県と山口県の境界線が海岸線と交わる点から315度に引いた線との間にある京都府及びこれらの県の沿岸海域）。北から南までの警備範囲の海岸線は約1,630キロにも達し日本一長い海岸線の防備を担当している。
主な任務は、担当警備区域内の警備及び災害派遣、自衛艦隊等の正面部隊に対する後方支援、機雷・爆発性危険物の除去及び処理、民生協力等である。
舞鶴地方隊所属の艦艇の実力部隊としては、第2ミサイル艇隊及び第44掃海隊のみであるが、舞鶴地方総監は、必要に応じフォースユーザー（事態対処責任者）として、護衛艦隊や航空集団から提供された護衛艦や回転翼機を運用して事態対処にあたる。

## 沿革
- 1952年（昭和27年）

8月1日：保安庁警備隊発足と同時に「舞鶴地方隊」が新編。
　　※新編時の舞鶴地方隊の編成（舞鶴地方総監部、舞鶴・新潟各航路啓開隊）
　　※新編時の舞鶴地方総監部の編成（総務部、警備部、航路啓開部、経理補給部、技術部）
　　※総監部は海上保安庁第八管区海上保安本部庁舎内に舞鶴地方総監部設立準備室として設置。
8月11日：総監部が松ヶ崎の旧舞鶴海兵団跡（現：舞鶴教育隊）に移転。
11月10日：舞鶴地方総監部が余部（旧水交社跡）に移転。
11月20日：第1期初任警査（第1期練習員）が入隊、舞鶴で教育開始。
12月27日：「舞鶴練習隊」が新編。
- 1953年（昭和28年）

9月16日：「舞鶴基地警防隊」を新編。舞鶴、新潟各航路啓開隊が廃止。
10月16日：総監部組織の改組（航路啓開部の廃止、調査室の設置、通信所の昇格）
- 1954年（昭和29年）

7月1日：「防衛庁」が創設され、「海上自衛隊」が発足。
- 1955年（昭和30年）

5月1日：「舞鶴通信隊」を新編。
6月16日：舞鶴練習隊を「舞鶴第1練習隊」に改称、「舞鶴第2練習隊」が旧海軍機関学校跡に新編。
- 1956年（昭和31年）

1月16日：舞鶴第1練習隊を「舞鶴練習隊」に、舞鶴第2練習隊を「舞鶴練習分遣隊」に改称。
4月1日：「新潟基地分遣隊」を新編。
- 1957年（昭和32年）

5月10日：舞鶴練習隊を「舞鶴教育隊」に、舞鶴練習分遣隊を「舞鶴教育分遣隊」に改称。
6月5日：舞鶴教育分遣隊が廃止。
11月27日：総監部が旧海軍機関学校跡（現在地）に移転。
- 1958年（昭和33年）

4月1日：新潟基地分遣隊を舞鶴基地警防隊に編成替え。
- 1961年（昭和36年）

2月1日：総監部組織の改組（総務部を廃止し人事部を新設、防衛部に第1～第4幕僚班を設置）
　　　　「舞鶴補給所」、「舞鶴工作所」及び「舞鶴水雷調整所」を新編。
12月20日：「第31護衛隊」を新編。
- 1962年（昭和37年）

3月20日：「舞鶴防備隊」を新編。舞鶴基地警防隊を「舞鶴警備隊」に改称。
10月1日：第31護衛隊が第3護衛隊群隷下に編成替え。
- 1970年（昭和45年 3月2日：総監部組織の改組（人事部を管理部に改称、第1～第4幕僚班を幕僚室に改称、第5幕僚室を新設、監察官を新設）
　「舞鶴造修所」、「舞鶴衛生隊」を新編。 舞鶴工作所を廃止。
10月1日：総監部に幕僚長を設置。新潟基地分遣隊を舞鶴防備隊から「舞鶴警備隊」に編成替え
- 1976年（昭和51年）

5月11日：「舞鶴音楽隊」を新編。
- 1977年（昭和52年）

12月27日：舞鶴防備隊に「水中処分隊」を新編。
- 1985年（昭和60年）

7月1日：「舞鶴水雷整備所」を新編。舞鶴水雷調整所を廃止。
- 1987年（昭和62年）

7月1日：部隊改編により舞鶴防備隊が廃止。警備隊の組織改編及び「舞鶴基地業務隊」を新編。
- 1989年（平成元年）

1月25日：「第2護衛隊」が第3護衛隊群から編入。
- 1997年（平成9年）

3月24日：隊番号の改正により第2護衛隊が「第24護衛隊」に改称
- 1998年（平成10年）

12月8日：補給整備部門の組織改編。 舞鶴補給所と舞鶴造修所が統合され「舞鶴造修補給所」に改編。 舞鶴水雷整備所が「舞鶴弾薬整備補給所」に改編。
- 1999年（平成11年）

3月23日：舞鶴警備区内の能登半島沖で不審船事案が発生する。防衛庁設置法に基づく「調査・研究」として、舞鶴地方隊第31護衛隊所属の護衛艦「あぶくま」が、舞鶴基地を定係港とする第3護衛隊群の「はるな」及び「みょうこう」とともに出動、「はるな」・「みょうこう」はそれぞれ実弾による警告射撃を実施し、臨検の準備をする等活躍したが、「あぶくま」は護衛艦の中で比較的低速だったため、充分に活躍できなかった。
- 2002年（平成14年）

3月22日：舞鶴通信隊が「舞鶴システム通信隊」に改編され、システム通信隊群隷下に編成替え。
3月25日：舞鶴警備隊に「第2ミサイル艇隊」を新編。
- 2008年（平成20年）

3月26日：体制移行による部隊改編により、第24護衛隊が「第14護衛隊」に改称され護衛艦隊隷下に編成替え。
- 2017年（平成29年）

4月3日：部隊改編により多用途支援艦「ひうち」を地方隊直轄から舞鶴警備隊隷下に編成替え。
- 2022年（令和4年）

3月17日：自衛隊舞鶴病院が廃止され、舞鶴病院の施設を使用した舞鶴衛生隊隷下の「診療所」（19床）に改編。

## 編成
※ 令和5年3月15日時点
- 舞鶴地方総監部（舞鶴基地：京都府舞鶴市）

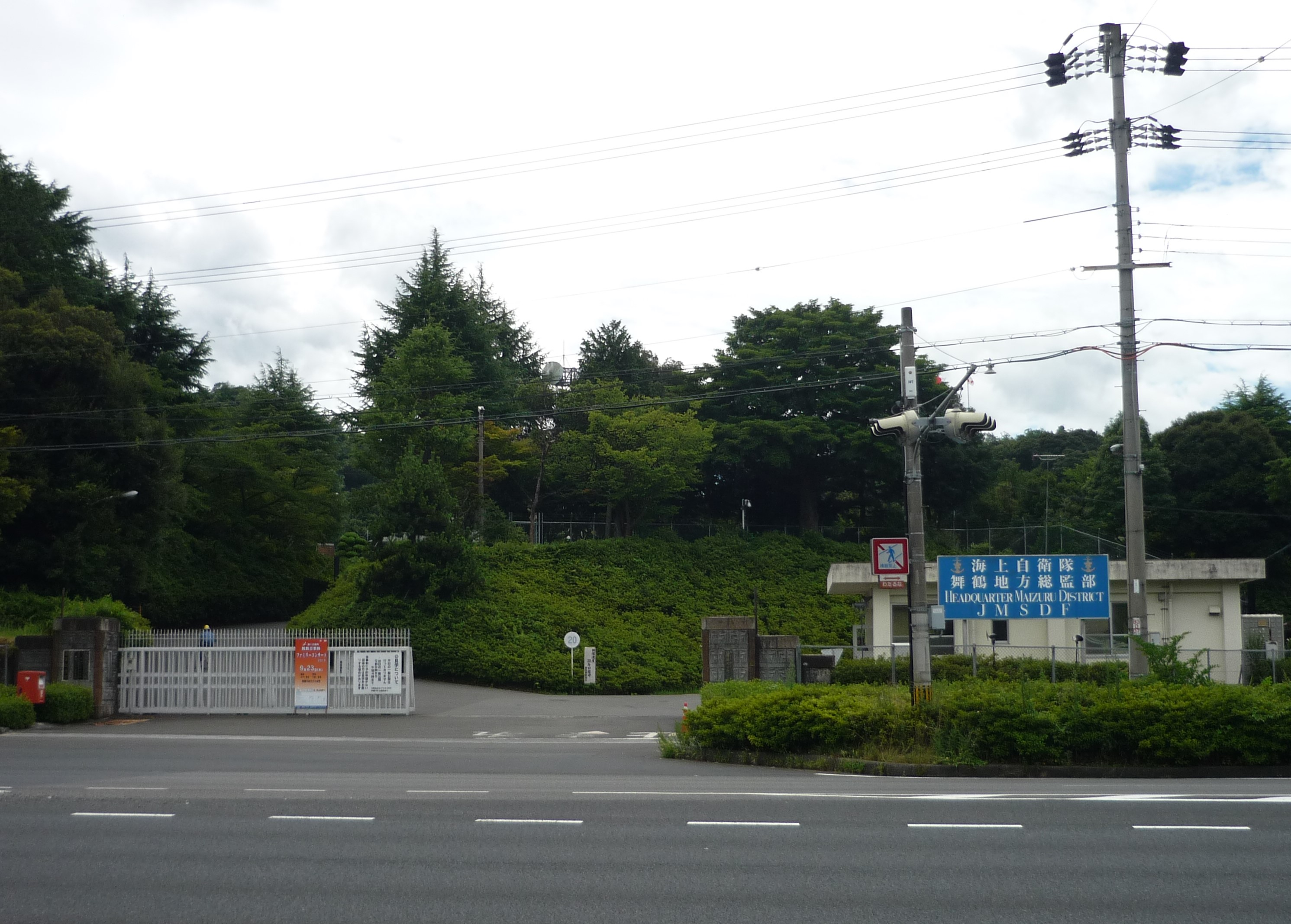
舞鶴地方総監部の入口

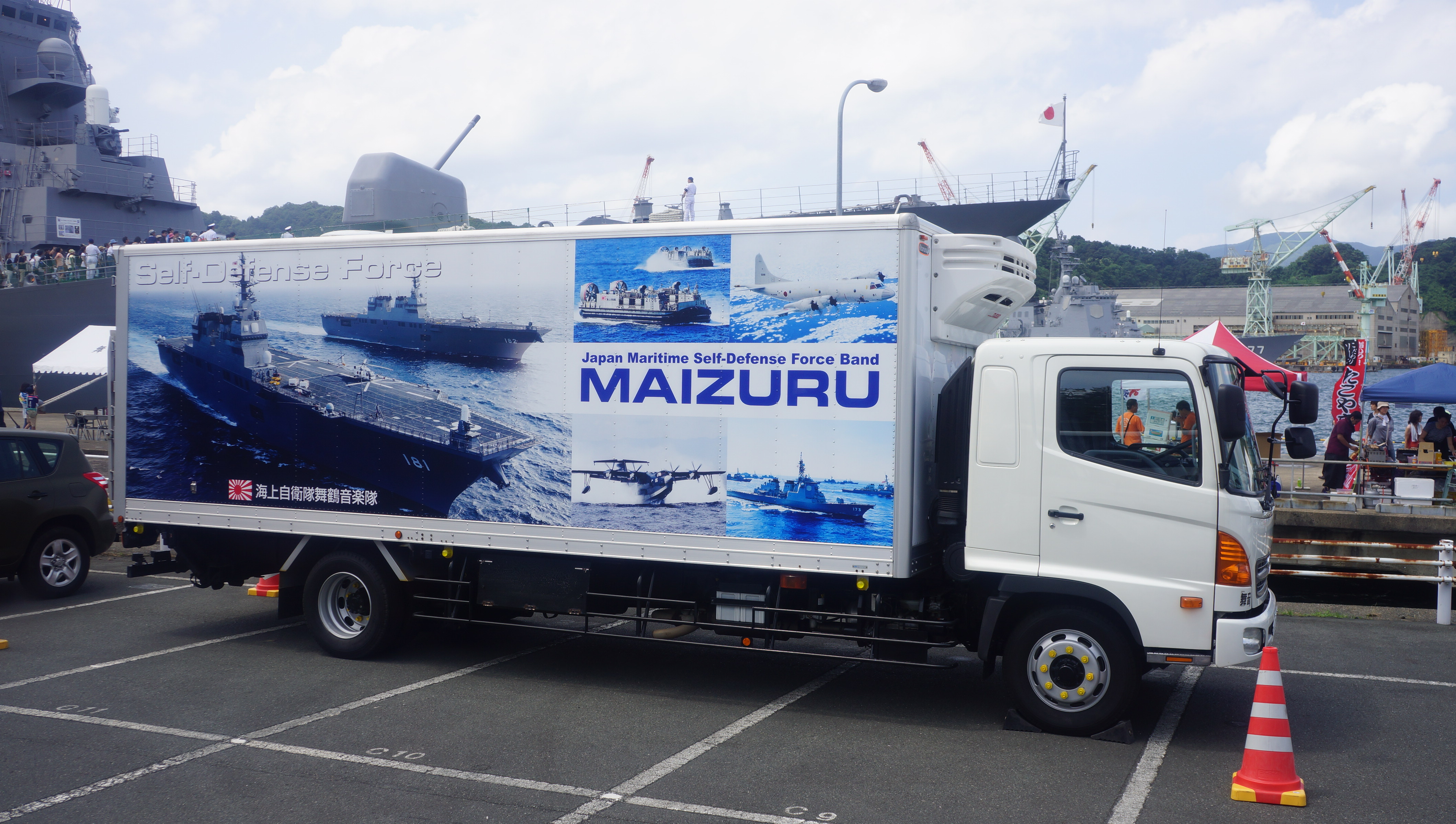
舞鶴音楽隊の楽器運搬車

- 第44掃海隊（掃海艇「はつしま」・「あいしま」）
- 舞鶴教育隊
- 舞鶴警備隊
  - 舞鶴陸警隊
  - 舞鶴港務隊
  - 舞鶴水中処分隊（「水中処分母船1号」）
  - 新潟基地分遣隊（新潟基地：新潟県新潟市）
  - 第2ミサイル艇隊（ミサイル艇「はやぶさ」・「うみたか」）
  - 多用途支援艦「ひうち」
- 舞鶴弾薬整備補給所
- 舞鶴造修補給所
- 舞鶴基地業務隊
- 舞鶴衛生隊
- 舞鶴音楽隊

## 主要幹部
| 官職名         | 階級    | 氏名     | 補職発令日     | 前職                                              |
| -------------- | ------- | -------- | -------------- | ------------------------------------------------- |
| 舞鶴地方総監   | 海将    | 西脇匡史 | 2025年08月01日 | 国家安全保障局内閣審議官 （内閣事務官 兼 海将補） |
| 幕僚長         | 海将補  | 藤原直哉 | 2025年08月01日 | 統合幕僚監部防衛計画部副部長                      |
| 管理部長       | 1等海佐 | 細田直人 | 2025年04月25日 | 舞鶴教育隊司令                                    |
| 防衛部長       | 1等海佐 | 長村久光 | 2025年05月16日 | 自衛艦隊司令部作戦主任幕僚                        |
| 経理部長       | 1等海佐 | 山中健司 | 2025年03月24日 | 海上幕僚監部人事教育部厚生課 給与室長             |
| 技術補給監理官 | 1等海佐 | 森裕之   | 2025年03月24日 | 海上自衛隊東京業務隊司令                          |
| 監察官         | 1等海佐 | 松岡正洋 | 2025年08月08日 | 電磁情報隊運用部長 兼 電磁情報隊副長              |

| 代 | 氏名       | 在職期間                      | 出身校・期                     | 前職                                                   | 後職                                               | 備考                                        |
| -- | ---------- | ----------------------------- | ------------------------------ | ------------------------------------------------------ | -------------------------------------------------- | ------------------------------------------- |
| 01 | 安藤平八郎 | 1952年8月1日 1953年8月15日    | 東高船（機） 昭和2年卒         | 第八管区海上保安本部長 →1952年7月31日 海上警備隊総監附 | 第二幕僚監部附 →1953年9月16日 警備隊術科学校長     | 警備監補                                    |
| 02 | 伊藤邦彦   | 1953年8月16日 1954年6月30日   | 東高船（機） 大正14年卒        | 海上保安大学校長                                       | 海上幕僚監部付 →1954年8月3日 海上幕僚副長          | 警備監補                                    |
| 03 | 麻生孝雄   | 1954年7月1日 1956年1月15日    | 海兵55期・ 海大37期            | 第二幕僚監部総務部総務課長                             | 第1警戒隊群司令                                    | 海将補                                      |
| 04 | 松崎純生   | 1956年1月16日 1958年1月15日   | 大阪工大 昭和7年卒             | 海上幕僚監部技術部長                                   | 海上幕僚監部付 →1958年2月16日 退職                 | 就任時海将補 1956年2月16日 海将昇任         |
| 05 | 大松勝藏   | 1958年1月16日 1958年7月31日   | 海兵54期・ 海大37期            | 海上自衛隊術科学校横須賀分校長                         | 海上幕僚監部附 →1958年11月3日 死去（海将昇任）     | 海将補                                      |
| 06 | 吉松田守   | 1958年8月1日 1960年7月31日    | 海兵55期・ 海大38期            | 海上幕僚監部調査部長                                   | 海上幕僚監部付 →1960年9月1日 退職                  | 姓は吉松 就任時海将補 1959年8月1日 海将昇任 |
| 07 | 蔵富一馬   | 1960年8月1日 1961年2月28日    | 海兵56期・ 海大39期            | 海上幕僚監部調査部長                                   | 海上幕僚監部付 →1961年8月28日 停年退官（海将昇任） | 海将補                                      |
| 08 | 杉江一三   | 1961年3月1日 1962年7月15日    | 海兵56期・ 海大37期            | 第1護衛隊群司令                                        | 自衛艦隊司令官                                     | 就任時海将補 1962年1月1日 海将昇任          |
| 09 | 石黒 進    | 1962年7月16日 1963年6月30日   | 海兵57期・ 海大39期            | 海上幕僚監部防衛部長                                   | 横須賀地方総監                                     | 海将                                        |
| 10 | 續 平      | 1963年7月1日 1964年12月31日   | 海機40期・ 海大機関学生        | 防衛研修所副所長                                       | 需給統制隊司令                                     | 就任時海将補 1964年7月6日 海将昇任          |
| 11 | 折田三郎   | 1965年1月1日 1966年6月30日    | 海兵60期                       | 海上幕僚監部経理補給部長                               | 需給統制隊司令                                     | 海将                                        |
| 12 | 竹山百合人 | 1966年7月1日 1968年3月31日    | 海兵61期                       | 海上幕僚監部防衛部長 →1966年1月16日 自衛艦隊司令部付   | 海上自衛隊第1術科学校長                            | 海将                                        |
| 13 | 堀江文彦   | 1968年4月1日 1969年6月30日    | 海機42期                       | 海上自衛隊幹部候補生学校長                             | 退職                                               | 海将                                        |
| 14 | 星野清三郎 | 1969年7月1日 1970年6月30日    | 海兵63期                       | 統合幕僚会議事務局長 兼 統合幕僚学校長                 | 自衛艦隊司令官                                     | 海将                                        |
| 15 | 浜口玄吉   | 1970年7月1日 1971年6月30日    | 海機45期                       | 海上自衛隊第2術科学校長                                | 退職                                               | 海将                                        |
| 16 | 大川秀四郎 | 1971年7月1日 1972年6月30日    | 海兵64期                       | 海上自衛隊第1術科学校長                                | 退職                                               | 海将                                        |
| 17 | 國嶋清矩   | 1972年7月1日 1973年6月30日    | 海兵68期                       | 海上幕僚監部総務部長                                   | 海上自衛隊幹部学校長                               | 海将                                        |
| 18 | 今井梅一   | 1973年7月1日 1974年12月4日    | 海兵67期                       | 海上自衛隊幹部候補生学校長                             | 佐世保地方総監                                     | 海将                                        |
| 19 | 石榑信敏   | 1974年12月5日 1976年6月30日   | 海兵68期                       | 海上自衛隊幹部候補生学校長                             | 退職                                               | 海将                                        |
| 20 | 青木国雄   | 1976年7月1日 1978年3月15日    | 海兵70期                       | 教育航空集団司令官                                     | 退職                                               | 海将                                        |
| 21 | 佐藤文夫   | 1978年3月16日 1980年2月14日   | 海兵73期                       | 練習艦隊司令官 →1977年12月5日 海上幕僚監部付           | 横須賀地方総監                                     | 海将                                        |
| 22 | 篠原清健   | 1980年2月15日 1981年12月1日   | 海経35期                       | 調達実施本部副本部長 （調達管理第一担当）              | 退職                                               | 海将                                        |
| 23 | 志賀安雄   | 1981年12月2日 1982年12月20日  | 海機55期                       | 需給統制隊司令                                         | 退職                                               | 海将                                        |
| 24 | 井ノ山隆也 | 1982年12月21日 1983年12月19日 | 海兵75期                       | 統合幕僚会議事務局第3幕僚室長                          | 統合幕僚会議事務局長                               | 海将                                        |
| 25 | 菅田昭男   | 1983年12月20日 1984年12月16日 | 海兵76期・ 広島工専 昭和22年卒 | 海上自衛隊第1術科学校長                                | 退職                                               | 海将                                        |
| 26 | 岡田 憲    | 1984年12月17日 1986年6月16日  | 海保大1期・ 4期幹候            | 海上自衛隊幹部候補生学校長                             | 呉地方総監                                         | 海将                                        |
| 27 | 後藤 理    | 1986年6月17日 1987年7月6日    | 防大1期                        | 海上幕僚監部総務部長                                   | 海上幕僚副長                                       | 海将                                        |
| 28 | 久保 宏    | 1987年7月7日 1988年7月6日     | 早大・ 4期幹候                 | 海上幕僚監部技術部長                                   | 退職                                               | 海将                                        |
| 29 | 岡部文雄   | 1988年7月7日 1989年8月30日    | 防大2期                        | 教育航空集団司令官                                     | 佐世保地方総監                                     | 海将                                        |
| 30 | 手塚正水   | 1989年8月31日 1991年3月15日   | 防大3期                        | 海上自衛隊幹部候補生学校長                             | 海上幕僚副長                                       | 海将                                        |
| 31 | 福地建夫   | 1991年3月16日 1992年6月15日   | 防大5期                        | 海上幕僚監部人事教育部長                               | 海上自衛隊幹部学校長                               | 海将                                        |
| 32 | 内田耕太郎 | 1992年6月16日 1993年6月30日   | 防大4期                        | 護衛艦隊司令官                                         | 佐世保地方総監                                     | 海将                                        |
| 33 | 岡田 孝    | 1993年7月1日 1994年6月30日    | 防大5期                        | 航空集団司令官                                         | 退職                                               | 海将                                        |
| 34 | 古澤忠彦   | 1994年7月1日 1996年3月24日    | 防大8期                        | 海上幕僚監部人事教育部長                               | 統合幕僚会議事務局長                               | 海将                                        |
| 35 | 石神庚一   | 1996年3月25日 1997年6月30日   | 防大7期                        | 自衛艦隊司令部幕僚長                                   | 退職                                               | 海将                                        |
| 36 | 坂部邦夫   | 1997年7月1日 1998年12月7日    | 防大10期                       | 潜水艦隊司令官                                         | 横須賀地方総監                                     | 海将                                        |
| 37 | 竹村 訓    | 1998年12月8日 2001年1月10日   | 防大11期                       | 海上幕僚監部調査部長                                   | 退職                                               | 海将                                        |
| 38 | 齋藤隆     | 2001年1月11日 2002年7月31日   | 防大14期                       | 海上幕僚監部防衛部長                                   | 横須賀地方総監                                     | 海将                                        |
| 39 | 岡 俊彦    | 2002年8月1日 2004年8月29日    | 防大14期                       | 海上自衛隊補給本部長                                   | 海上自衛隊幹部学校長                               | 海将                                        |
| 40 | 加藤 保    | 2004年8月30日 2005年7月27日   | 防大17期                       | 統合幕僚会議事務局第1幕僚室長                          | 統合幕僚会議事務局長                               | 海将                                        |
| 41 | 泉 徹      | 2005年7月28日 2007年7月3日    | 防大17期                       | 海上自衛隊第1術科学校長                                | 海上自衛隊幹部学校長                               | 海将                                        |
| 42 | 加藤耕司   | 2007年7月4日 2008年3月23日    | 防大20期                       | 掃海隊群司令                                           | 海上幕僚副長                                       | 海将                                        |
| 43 | 方志春亀   | 2008年3月24日 2009年3月23日   | 防大20期                       | 佐世保地方総監部幕僚長                                 | 教育航空集団司令官                                 | 海将                                        |
| 44 | 宮浦弘兒   | 2009年3月24日 2010年3月28日   | 防大19期                       | 海上自衛隊補給本部長                                   | 退職                                               | 海将                                        |
| 45 | 柴田雅裕   | 2010年3月29日 2011年4月27日   | 名工大・ 27期幹候              | 海上自衛隊補給本部長                                   | 退職                                               | 海将                                        |
| 46 | 佐々木孝宣 | 2011年4月28日 2012年7月25日   | 防大21期                       | 海上自衛隊第1術科学校長                                | 退職                                               | 海将                                        |
| 47 | 井上力     | 2012年7月26日 2014年10月13日  | 防大24期                       | 統合幕僚監部運用部長                                   | 横須賀地方総監                                     | 海将                                        |
| 48 | 堂下哲郎   | 2014年10月14日 2015年11月30日 | 防大26期                       | 自衛艦隊司令部幕僚長                                   | 横須賀地方総監                                     | 海将                                        |
| 49 | 菊地 聡    | 2015年12月1日 2017年12月19日  | 防大28期                       | 海上幕僚監部総務部長                                   | 佐世保地方総監                                     | 海将                                        |
| 50 | 中尾剛久   | 2017年12月20日 2019年8月22日  | 防大29期                       | 海上幕僚監部装備計画部長                               | 佐世保地方総監                                     | 海将                                        |
| 51 | 大島孝二   | 2019年8月23日 2020年8月24日   | 防大29期                       | 海上自衛隊補給本部長                                   | 退職                                               | 海将                                        |
| 52 | 伊藤弘     | 2020年8月25日 2022年3月29日   | 防大32期                       | 海上自衛隊補給本部長                                   | 呉地方総監                                         | 海将                                        |
| 53 | 下 淳市    | 2022年3月30日 2024年3月27日   | 防大31期                       | 統合幕僚監部運用部長                                   | 退職                                               | 海将                                        |
| 54 | 伊藤秀人   | 2024年3月28日 2025年7月31日   | 防大34期                       | 海上幕僚監部装備計画部長                               | 防衛装備庁長官官房装備官                           | 海将                                        |
| 55 | 西脇匡史   | 2025年8月1日                  | 防大37期                       | 国家安全保障局内閣審議官 （内閣事務官 兼 海将補）      |                                                    | 海将                                        |

## 舞鶴基地

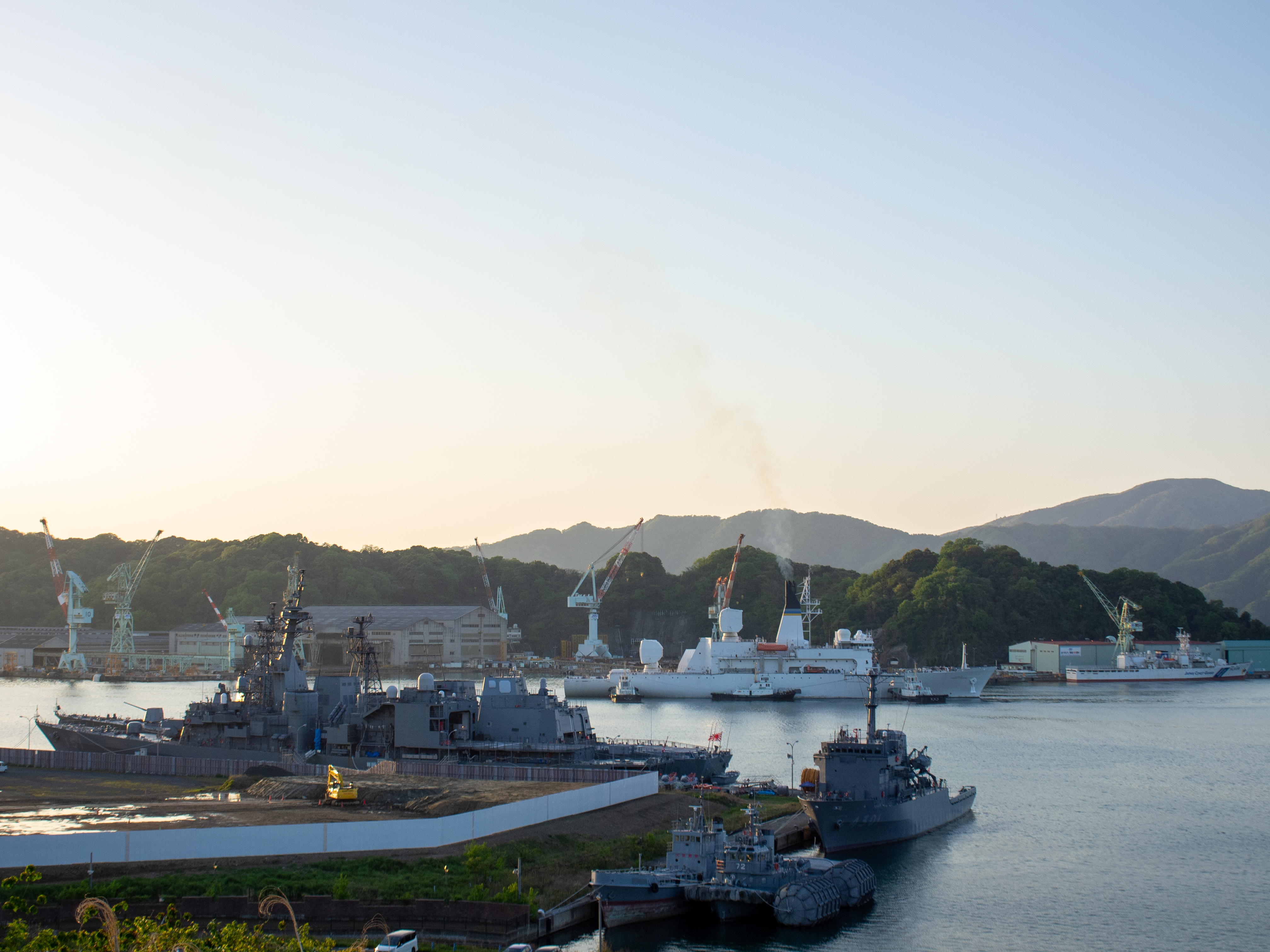
舞鶴基地北吸岸壁と、対岸のJMU舞鶴事業所。同事業所は修繕専門造船所であり、商船から自衛艦、米艦艇に至るまで点検整備を実施可能な重要施設。

舞鶴基地は、現在は「ひゅうが」を旗艦とする護衛艦隊第3護衛隊群の母港でもある。
第二次世界大戦前は帝国海軍舞鶴鎮守府が置かれていたが、平時は戦艦は置かれず、ワシントン体勢時代には要港部に格下げされるなど、他の鎮守府に比べ運用上軽視されていた。近年は北朝鮮籍工作船の活動に備えるためミサイル艇2隻、また日本海の戦略的重要性からイージス艦2隻も順次配備された。また直近では、隣接する大波燃料庫施設が拡充されるなどしている。島根県・山口県県境から秋田県・青森県県境までという広大な守備範囲を持つ、日本海側唯一の海上自衛隊の基地として増強が図られている。